# Кунавин, Григорий Павлович
Кунавин Григорий Павлович (1903—1944) — участник Великой Отечественной войны, помощник командира стрелкового взвода 1021-го стрелкового полка 307-й стрелковой Новозыбковской дивизии 50-й армии 2-го Белорусского фронта, ефрейтор. Герой Советского Союза.

## Биография
Родился 23 января (5 февраля по новому стилю) 1903 года в селе Байны Российской империи (позже — Богдановичский район, ныне Городской округ Богданович Свердловской области) в крестьянской семье. Русский.
Окончил начальную школу в посёлке Каменск-Уральский (ныне город Свердловской области).
В Красной Армии в 1924—1927 годах. Работал на железнодорожной станции «Синарская», ныне в черте города Каменск-Уральский. Член ВКП(б) с 1932 года.
Вновь призван в ряды Красной Армии 10 октября 1941 года Каменским райвоенкоматом Свердловской области. В боях Великой Отечественной войны — с марта 1944 года. Участвовал в сражениях за освобождение Белоруссии и Польши. Помощник командира стрелкового взвода 1021-го стрелкового полка ефрейтор Григорий Кунавин 26 июля 1944 года в бою за деревню Гарасимовиче, расположенную в пяти километрах восточнее польского города Домброва-Бялостоцка, подполз на близкое расстояние к вражескому дзоту, мешавшему продвижению вперёд советскому подразделению, и своим телом (ценой собственной жизни) закрыл его амбразуру.
Согласно данным о безвозвратных потерях 307-й стрелковой дивизии, ефрейтор Кунавин Г. П. был похоронен в деревне Серютевица Сокольского района Белостокской области (ныне территория Польши). Перезахоронен в польской деревне Гарасимовиче, в бою за которую он отдал свою жизнь, и где отважному советскому воину установлен памятник.

## Награды
- Указом Президиума Верховного Совета СССР от 24 марта 1945 года за образцовое выполнение боевых заданий командования на фронте борьбы с немецко-фашистскими захватчиками и проявленные при этом мужество и героизм ефрейтору Кунавину Григорию Павловичу посмертно присвоено звание Героя Советского Союза.
- Награждён орденом Ленина.
- Удостоен звания «Почётный гражданин деревни Гарасимовиче».

## Память
- В городе Каменск-Уральский Свердловской области установлен памятник (скульптор В. Е. Егоров)[2].
- В городе Богданович Свердловской области на улице, названной в честь Кунавина, имеется памятник ему[3].
- Школа в деревне Гарасимовиче[4], Каменск-Уральская школа № 60, улица в Каменске-Уральском, улица в городе Богданович носят его имя.
- На здании железнодорожной станции «Богданович» Свердловской железной дороги в память о Г. П. Кунавине установлена мемориальная доска.
- В честь Героя названа железнодорожная станция «Кунавино» Свердловской железной дороги на пути следования электропоездов от Каменска-Уральского до Екатеринбурга[5].
- В школе № 60 Каменска-Уральского создан музей, а на фасаде её здания установлена мемориальная доска.
- Улицы в городах Каменск-Уральский, Богданович и в родном селе Байны[6].